# Atheta sundti
Atheta sundti är en skalbaggsart som beskrevs av Embrik Strand 1971. Atheta sundti ingår i släktet Atheta, och familjen kortvingar. Arten har ej påträffats i Sverige.